# Piet van Wijngaarden
Piet van Wijngaarden (Papendrecht, 19 december 1898 – Rotterdam, 2 november 1950) was een Nederlands motorcoureur en motorfietshandelaar.
Hij won de eerste twee uitvoeringen van de TT van Assen in 1925 en 1926. De TT van Assen was tot 1927 nog een nationale wedstrijd met alleen Nederlandse deelnemers. Door zijn drukke werkzaamheden als eigenaar van "Het Motorpaleis" in Rotterdam reed Van Wijngaarden bijna uitsluitend in de TT van Assen. De trainingsweek, die hij met zijn team doorbracht op het logeeradres van de familie Mulder in Hooghalen, gebruikte hij ook als korte vakantie. Als importeur en dealer van diverse Britse merken reisde hij ook veel naar het Verenigd Koninkrijk.
Piet van Wijngaarden ging na zijn schooltijd werken in de rijwielhandel Duimel in Dordrecht, maar hij wilde al snel een eigen motorzaak beginnen.
1923 en 1924
In 1923 huurde hij in Rotterdam een pand waarin hij rijwielen en autobanden verkocht. Hij kocht bij de gebroeders Burlage in Den Haag een 500cc Norton en zij wilden hem wel ondersteunen in zijn plannen. De gebroeders Burlage waren destijds Norton-importeur en stelden Piet van Wijngaarden aan als agent van Norton en AJS in Rotterdam. Karel Burlage was toen al actief grasbaanraces en was de eerste Nederlander die deelnam aan de Grand Prix van België in 1924. Hij droeg zijn enthousiasme voor de wedstrijdsport al snel op Van Wijngaarden over en de broers Burlage wilden dat Piet voor het merk Norton deelnam aan de eerste Nederlandse Tourist Trophy op het circuit Rolde - Borger.
1925
In de trainingsdagen vóór de race werd Piet geplaagd door pech en lekke banden, maar tijdens de 500cc-race ging alles goed, vooral toen de favoriet Bertus van Hamersveld met zijn halve Harley-Davidson uitviel. Piet won zijn allereerste wegrace en was daarmee meteen Nederlands kampioen 500cc én houder van de "Wegwedstrijd Beker" die door "Het Motorrijwiel" (voorloper van het blad "Motor") was uitgeloofd. Piet van Wijngaarden was met grote aarzeling naar Assen gegaan, en had zijn ouders niet eens verteld dat hij zou deelnemen, maar na zijn overwinning kreeg hij de smaak te pakken en in augustus 1925 schreef hij zich in voor een grasbaanrace op Duindigt. Hij werd hier slechts derde en stopte meteen met grasbaanraces.
1926
Nadat hij in 1926 aanvankelijk een ronde achterstand had opgelopen door technische problemen won hij de TT van Assen opnieuw, met een half uur voorsprong op Maarten Flinterman. Het gevolg van deze successen was dat "agent" Van Wijngaarden in het Rotterdamse "Motorpaleis" inmiddels een grotere omzet draaide dan de gebroeders Burlage en hij werd de nieuwe importeur voor Norton.
1927
In 1927 was de Asser TT voor het eerst internationaal. Er kon niet behoorlijk getraind worden door hevige stortregens en rukwinden en bovendien had men bij de Norton van Piet van Wijngaarden een verkeerde bus olie in het carter gegoten. Het hele smeersysteem moest worden schoongemaakt maar desondanks liep de motor in de negende ronde stuk. De race werd gewonnen door de Ier Stanley Woods met een Norton, maar de Nederlandse titel ging naar Bertus van Hamersveld, inmiddels ook op een Norton.
1928
In 1928 kregen de "Internationale" en de "Nationale" rijders aparte races. In de Internationale race veroorzaakte Piet van Wijngaarden een ongeval waardoor hijzelf en Bertus van Hamersveld uitvielen. Van Hamersveld vatte het echter sportief op, hoewel Van Wijngaarden zich erg ongemakkelijk voelde door het voorval. In de Nationale race bleef Van Wijngaarden lang achter de Gillet van Van Hamersveld hangen, naar eigen zeggen om van diens stijl te leren. Van Hamersveld voelde zich juist opgejaagd en draaide zijn motor stuk, waarschijnlijk over de toeren gejaagd waardoor een klepstoter en een inlaatklepveer braken. Van Wijngaarden won aldus de Nationale race in 1928. De internationale 500cc-race werd gewonnen door Graham Walker met een Rudge. In dat jaar schreef Piet van Wijngaarden zich ook in voor de GP van Duitsland op de Nürburgring. Hij werd daar in de 500cc-klasse tiende, vlak achter Stanley Woods.
1929
Het Motorpaleis importeerde inmiddels ook het merk Sunbeam. Dit waren luxer uitgevoerde, dure motorfietsen. Sunbeam was net van eigenaar gewisseld en eigendom geworden van ICI. Piet kwam overeen in de 350cc TT te starten met een aangepast Sunbeam Model 8, dat toen nog maar net op de markt was. In de 500cc-klasse bleef hij op een Norton rijden. In die klasse leverde hij een flink gevecht met zijn protegé Arie van der Pluym (Sunbeam), maar die viel in de laatste ronde met pech uit waardoor Piet van Wijngaarden dankzij een zesde plaats opnieuw Nederlands kampioen werd. De race werd gewonnen door Ernie Nott (Velocette). In de 350cc-race kon Van Wijngaarden aanvankelijk bij een kopgroep van vijf rijders blijven, maar door problemen met zijn carburateur viel hij uiteindelijk uit.
1930
In februari 1930 kreeg Piet van Wijngaarden een verkeersongeval waardoor hij in het ziekenhuis belandde, maar een paar weken later was hij toch fit genoeg om met zijn "leerling" Arie van der Pluym naar Engeland af te reizen. In tegenstelling tot Piet reed Arie wel graag baanwedstrijden en ze wilden in Birmingham een Norton DT (Dirt Track) los praten. Dat lukte en van der Pluym had er veel succes mee. In dat jaar startte Van Wijngaarden in de 350cc TT van Assen met een Velocette. Hij was dealer van dit merk geworden. De 350cc Velocette K-serie was in 1929 bijna niet te kloppen geweest: Toni Ulmen won de Eilenriederennen, Freddie Hicks won de 350cc zijspanklasse van het Europees kampioenschap wegrace, de Junior TT, de TT van Assen en de GP van Frankrijk, O. Sabruale won de GP van Hongarije, Eric N. Lea won het Manx Amateur Road Race Championship en Billy McCracken won de North West 200. Omdat er in het geval van Van Wijngaarden werd gesproken van een "fabrieksmachine" moet het een KTT Mk II zijn geweest. Fabrieksracer of niet, de machine was niet snel genoeg en Piet van Wijngaarden gaf het in de zesde ronde van de TT van Assen op. In de 500cc-klasse, die werd gewonnen door Graham Walker, werd Piet van Wijngaarden opnieuw Nederlands kampioen nadat zowel Willy van Gent (AJS) als Arie van der Pluym (Sunbeam) waren uitgevallen.
1931
Een vreemd fenomeen deed zich in 1931 voor: Aanvankelijk werd gemeld dat Piet van Wijngaarden niet aan de Dutch TT zou deelnemen. Hij stond echter wel degelijk in de startlijst, maar onder een schuilnaam. Hans Davids reed al met de schuilnaam "Camshaft" ("nokkenas"), maar nu stond bij de 500cc-klasse ook "Camshaft Sr., Norton". Dat was Piet van Wijngaarden. Waarom hij dit deed is niet bekend. Veel succes had hij er niet mee: Piet werd zowel in de 350- als in de 500cc-klasse achtste en daardoor gingen de Nederlandse titels naar Willy van Gent en Jan Rijk.
1932
In 1932 kwam Piet van Wijngaarden in februari met een flinke longontsteking uit Engeland terug en zijn deelname aan de TT van Assen was bijna uitgesloten. Hij kreeg op het laatste moment toestemming van zijn arts en startte in de 350cc-klasse, waarin hij Nederlands kampioen werd.
1933
In 1933 besteedde Van Wijngaarden veel tijd aan het ondersteunen van baanrenners. Cees van Rijssel en Jan van Rijn kregen een 250cc Panther en Gerrit Kops kreeg een machine die ook "Panther" werd genoemd maar die door zijn afwijkende uiterlijk protesten van andere rijders opriep. Na onderzoek bleek het te gaan om een Excelsior frame met een JAP-motorblok. Het bleek wel aan de reglementen te voldoen maar werd hierna "Motorpaleis Special" genoemd.
1934
In 1934 was Piet van Wijngaarden twee weken lang 350cc kampioen van Nederland. Hij had enkele jaren eerder Arie van der Pluym in contact gebracht met de Husqvarna-fabriek en met een dergelijke machine won Van der Pluym de 350cc-race. Hij was onderweg tijdens een gevecht met René Milhoux gevallen en daarbij was hij een stukje uitlaatpijp verloren. Omdat Van der Pluijm met een incomplete motorfiets over de streep gekomen was kreeg Van Wijngaarden de krans van de Nederlandse kampioen omgehangen. Hij wilde die aan Van der Pluym geven, maar die sloeg dit gebaar af. Enkele weken later besloot de protestcommissie van de KNMV dat de titel toch aan Van der Pluym toekwam. In 1934 opende Piet van Wijngaarden een tweede zaak aan de Parkstraat in Den Haag die tot 1942 zou bestaan. Toen moest ze door oorlogsomstandigheden sluiten.
1935
Het Motorpaleis voorzag ook in 1935 weer enkele coureurs van motorfietsen, zoals Van Dalsum en Bangert die allebei een 350cc Norton kregen. Piet van Wijngaarden moest voor zijn eigen trainingen in Assen een motorfiets lenen, want hij moest wachten op de 350cc-machine die Norton-teamchef Joe Craig voor hem zou meebrengen. In de race werd hij na een val slechts zesde en de Nederlandse titel ging naar Jan Bosman, terwijl Walter Rusk de wedstrijd met een Norton won.
1936
De resultaten van 1936 zijn niet bekend, maar Piet van Wijngaarden kwam er met een 350 cc Norton aan de start, hoewel hij met Gilera had onderhandeld over de aanschaf van de net verschenen Gilera Rondine, een spectaculaire 500cc vierclinder met een compressor.
1937
Dankzij zijn vriendschap met Joe Craig kreeg Piet van Wijngaarden in 1937 eindelijk zijn fel begeerde 350cc fabrieksracer. Van Wijngaarden werd er vijfde mee in de TT van Assen en daarmee ook Nederlands kampioen 350cc.
1938
In 1938 bouwde Van Wijngaarden zijn racecarrière af. Hij was manager van een nieuwe pupil, Jan Bosman, toen die in Limburg de 500cc Seniorenklasse van de Nationale wegraces won. Doordat het Norton-team niet naar Assen kwam moest Piet voor zichzelf een productieracer gaan halen in Birmingham. Hij werd er opnieuw de beste Nederlander mee, maar dit was zijn laatste race geweest.
1940 en later
Tijdens het bombardement op Rotterdam ging het Motorpaleis verloren, maar Piet van Wijngaarden vond een nieuw pand aan de Schepenstraat. Om het hoofd boven water te houden werkte hij ook voor de Wehrmacht, wat hem na de Tweede Wereldoorlog werd aangerekend. Daarom zat hij vanaf september 1945 drie maanden in een interneringskamp. Piet kwam daar niet meer bovenop. Zijn gezondheid verslechterde en na een periode van ziekte overleed hij op 2 november 1950, 51 jaar oud. Hij werd bijgezet in het familiegraf van de familie Van Wijngaarden op de begraafplaats Nieuw Eykenduynen in Den Haag. Zijn weduwe Nellie hertrouwde met Joe Craig. Joe was sinds 1949 weduwnaar en was in 1955 naar Nederland gekomen na zijn vertrek bij Norton. Joe verongelukte in 1957 en werd in hetzelfde graf bijgezet.
Piet van Wijngaardenprijs
Het Motorpaleis werd voortgezet door compagnon J. Moerkerk, die in 1951 de Piet van Wijngaardenprijs voor de best eindigende Nederlander in de TT van Assen instelde.